# Маккоскер, Рик
Ричард Бид Маккоскер (англ. Richard Bede McCosker; род. 11 декабря 1946, Инверелл, Новый Южный Уэльс) — австралийский крикетист, серебряный призёр чемпионата мира (1975) в составе национальной сборной.

## Биография

### Ранние годы
Родился 11 декабря 1946 года в городе Инверелл, штат Новый Южный Уэльс, Австралия.
В возрасте 21 года он переехал в Сидней, где стал работать сотрудником банка, а позднее стал заниматься крикетом в местной спортивной академии.

### Игровая карьера
На профессиональном уровне дебютировал в крикете в 1973 году в команде «Новый Южный Уэльс», где в первом же матче смог заработать 100 очков.
По результатам сезона 1974/75 Маккоскер набрал 682 очка, что помогло ему попасть в состав национальной сборной Австралии. Свой первый международный матч он провёл 4 января 1975 года против сборной Англии, набрав 80 очков в первом иннинге. В том же матче он получил травму, что не позволило ему выйти на поле во втором иннинге.
В 1975 году он вошёл в состав национальной команды, представлявший страну на чемпионате мира в Англии. На турнире он принял участие в серии из четырёх тестовых матчей, став обладателем серебряной медали турнира.
В 1984 году Маккоскер объявил об уходе из профессионального крикета.

### Дальнейшая жизнь
После завершения спортивной карьеры он стал заниматься бизнесом в области финансового планирования и страхования, а также продолжал работу в качестве спортивного функционера в крикете.

## Личная жизнь
Маккоскер женат, у него есть дети.